# Blå anemone
 For alternative betydninger, se Den blå anemone.
Blå anemone (Hepatica nobilis) er en 5-15 cm høj urt, der vokser i næringsrige skove. Hele planten er giftig.

## Beskrivelse
Blå anemone er en flerårig urt med en roset af grundstillede blade. De enkelte blade er langstilkede og trelappede med hel rand. Stilken er dækket af fine silkehår. Bladenes overside er først blank og græsgrøn, men den bliver snart mat og grågrøn. Undersiden er grågrøn og silkehåret.
Blomstringen sker før løvspring, dvs. i april. De enkelte blomster er dybblå og 7-tallige med mange, hvide støvdragere. Frugterne er små nødder, der spirer villigt her i landet. Frøene spredes af myrer.
Rødderne sidder på en lodret jordstængel, som også bærer kranse af knopper til blade og blomster.
Højde x bredde og årlig tilvækst: 0,15 x 0,50 m (15 x 1 cm/år).

## Voksested
Planten er udbredt i det meste af Europa, herunder i Danmark, hvor den vokser hist og her på Øerne og i Østjylland i næringsrige løvskove på ofte kalkrig eller leret bund.
Nationalparken Norra Kvill ligger i Kalmar län, Småland, ca. 19 km nordvest for Vimmerby. Her findes arten i gammel fyrreskov på klippegrund sammen med bl.a. duskfredløs, engviol, finstrået star, gærdevikke, kærmysse, liden steffensurt, skovfyr, skovviol, druemunke, vårkobjælde

## Trivia
Blå anemone regnes af nogle for at være Danmarks nationalblomst og danner logo for Dansk Botanisk Forening og Leverforeningen. 
| Portal | Portal:Botanik |